# Beatrice Grannò
Beatrice Grannò (Roma, 6 maggio 1993) è un'attrice e musicista italiana.

## Biografia
Nata a Roma, è appassionata di danza contemporanea, pattinaggio artistico e musica (compone, canta e suona il pianoforte, le percussioni e l'ukulele). Negli ultimi anni di liceo, a Prato, entra a far parte di un’accademia di musical. Continua i suoi studi a Londra e tra il 2013 e il 2016 frequenta la scuola di recitazione East 15 Acting School. A Londra fa parte di una compagnia teatrale che mette in scena soprattutto commedia assurda vicina al clowning, quasi un teatro di strada.

## Carriera
Nel 2014 esordisce in televisione con il ruolo di Valentina nella serie Rai Uno Don Matteo 9, diretta da Luca Ribuoli. Il debutto in ambito teatrale risale al 2014 quando interpreta Elle nella pièce Endgame di John Gillet. Nel 2018, è presente nel cast di un'altra fiction di Rai Uno Il capitano Maria, prodotta da Palomar e Rai Fiction e diretta da Andrea Porporati, dove recita il ruolo di Luce, una ragazza tanto ribelle quanto sensibile. Nello stesso anno, oltre che per la televisione, l'attrice sale sul palco nella pièce A Love Story. Il 2019 vede la sua partecipazione alla pellicola Tornare di Cristina Comencini, dove interpreta Alice adolescente; diventa poi la giovane segretaria Susanna "Suso" Vannucci in Enrico Piaggio - Un sogno italiano, film tv diretto da Umberto Marino che ripercorre la vita del produttore della Vespa e Amanda in Mi chiedo quando ti mancherò di Francesco Fei, interpretazione che le fa vincere la prima edizione del Premio RB Casting al Miglior giovane interprete Alice nella città al Roma Film Festival 2019 con la seguente motivazione: 
Veste i panni dell'annoiata Carla nella seconda versione cinematografica di Gli indifferenti di Alberto Moravia e interpreta Carolina Fanti nella fiction Doc - Nelle tue mani, un medical drama tratto dalla vera storia del primario del pronto soccorso dell'Ospedale Maggiore di Lodi Pierdante Piccioni, con protagonista Luca Argentero.
Nel 2022 è nel cast della seconda stagione della serie HBO The White Lotus.

## Filmografia

### Cinema
- Mi chiedo quando ti mancherò, regia di Francesco Fei (2019)
- Tornare, regia di Cristina Comencini (2019)
- Gli indifferenti, regia di Leonardo Guerra Seràgnoli (2020)
- Security, regia di Peter Chelsom (2021)
- Cattiva coscienza, regia di Davide Minnella (2023)

### Televisione
- Don Matteo – serie TV, episodio 9x10 (2014)
- Il capitano Maria – miniserie TV, 4 puntate (2018)
- School Hacks – sitcom (2018)[19]
- Enrico Piaggio - Un sogno italiano, regia di Umberto Marino – film TV (2019)
- Doc - Nelle tue mani – serie TV (2020-2024)
- Zero – serie TV (2021)
- The White Lotus – serie TV (2022)

## Teatro
- Endgame, regia di John Gillet, Corbett Theater, Essex (2014)
- I Had Enough Swimming Lessons…, regia di Uri Roodner, Chigwell, Essex (2014)
- Macbeth, regia Bryony Shanahan, Hornsey Townhall, Londra (2015)[20]
- Crystal me condotto da Lindsay Kemp e Lea Anderson, regia Lucy Wray, Barbican Theatre e Hackney Showroom, Londra (2016)[21][22]
- Juice Straws Are Bleak con Superglue Assembly Line, regia di Lynne Jeffries, Edinburgh Fringe Festival (2016)[23]
- Mexico: A Love Story con Superglue Assembly Line, Vaults Festival, Wandsworth Fringe Festival, Londra (2018)[24]

## Riconoscimenti
- Premio RB Casting – Miglior Giovane Interprete di Alice nella Città per la sua interpretazione di Amanda nel film Mi chiedo quanto ti mancherò di Francesco Fei [25]

## Musica
- Musica per Macbeth, regia di B. Shanahan (2015)
- Boomerang Hickstead Festival Pianista/Performer (2016)
- Musica per Manifesting Destiny, regia di R. Parish (2016)
- Musica per Scrap a Trashedy, regia di D. Finn (2017)